# Watlington (Oxfordshire)
Pour les articles homonymes, voir Watlington.
Watlington est une petite ville de marché et une paroisse civile de l'Oxfordshire, en Angleterre. Elle est située dans le sud-est du comté, à une dizaine de kilomètres au sud de la ville de Thame, près des Chilterns. Administrativement, elle relève du district du South Oxfordshire. Au recensement de 2011, elle comptait 2 727 habitants.